# Vicariato apostólico de Méndez
El vicariato apostólico de Méndez (en latín: Vicariatus Apostolicus Mendezensis) es una circunscripción eclesiástica de la Iglesia católica en Ecuador. Se trata de un vicariato apostólico latino, inmediatamente sujeto a la Santa Sede. Desde el 15 de abril de 2008 su vicario apostólico es el obispo Néstor Montesdeoca Becerra, de la Pía Sociedad de San Francisco de Sales.

## Territorio y organización
El vicariato apostólico tiene 25 690 km² y extiende su jurisdicción sobre los fieles católicos de rito latino residentes en la mayor parte de la provincia de Morona Santiago.
La sede del vicariato apostólico se encuentra en la ciudad de Macas, en donde se halla la Catedral de la Virgen Purísima.
En 2022 en el vicariato apostólico existían 22 parroquias.

## Historia
El vicariato apostólico de Méndez y Gualaquiza fue erigido el 17 de febrero de 1893 separando territorio del vicariato apostólico de Napo.
Mediante el breve Quo fidei del papa Pío XI del 19 de febrero de 1930 se amplió con el territorio de Macas, que pertenecía a la prefectura apostólica de Canelos (hoy vicariato apostólico de Puyo).
El 12 de abril de 1951 tomó su nombre actual como consecuencia del decreto Cum per conventionem de la Sagrada Congregación de la Propaganda Fide.

## Estadísticas
Según el Anuario Pontificio 2023 el vicariato apostólico tenía a fines de 2022 un total de 140 033 fieles bautizados.
| Año                                                                             | Población            | Población | Población      | Sacerdotes | Sacerdotes    | Sacerdotes    | Bautizados por sacerdote | Diáconos permanentes | Religiosos | Religiosos | Parroquias |
| Año                                                                             | Bautizados católicos | Total     | % de católicos | Total      | Clero secular | Clero regular | Bautizados por sacerdote | Diáconos permanentes | Varones    | Mujeres    | Parroquias |
| ------------------------------------------------------------------------------- | -------------------- | --------- | -------------- | ---------- | ------------- | ------------- | ------------------------ | -------------------- | ---------- | ---------- | ---------- |
| 1950                                                                            | 17 000               | 20 000    | 85.0           | 17         |               | 17            | 1000                     |                      | 38         | 36         | 7          |
| 1966                                                                            | 26 000               | 32 000    | 81.3           | 36         |               | 36            | 722                      |                      | 60         | 67         | 9          |
| 1970                                                                            | 31 080               | 43 000    | 72.3           | 36         |               | 36            | 863                      | 1                    | 61         | 70         |            |
| 1976                                                                            | 38 631               | 49 508    | 78.0           | 34         | 1             | 33            | 1136                     |                      | 56         | 66         | 10         |
| 1980                                                                            | 53 800               | 63 500    | 84.7           | 37         | 2             | 35            | 1454                     |                      | 46         | 69         | 11         |
| 1990                                                                            | 78 000               | 93 000    | 83.9           | 36         | 3             | 33            | 2166                     | 3                    | 45         | 54         | 33         |
| 1999                                                                            | 129 000              | 135 695   | 95.1           | 43         | 4             | 39            | 3000                     | 9                    | 48         | 93         | 71         |
| 2000                                                                            | 141 000              | 165 000   | 85.5           | 41         | 5             | 36            | 3439                     | 9                    | 49         | 94         | 71         |
| 2001                                                                            | 140 000              | 168 000   | 83.3           | 41         | 6             | 35            | 3414                     | 9                    | 48         | 97         | 72         |
| 2002                                                                            | 140 000              | 168 000   | 83.3           | 40         | 6             | 34            | 3500                     | 12                   | 58         | 100        | 73         |
| 2003                                                                            | 100 000              | 115 412   | 86.6           | 40         | 6             | 34            | 2500                     | 13                   | 56         | 102        | 70         |
| 2004                                                                            | 100 000              | 115 412   | 86.6           | 40         | 6             | 34            | 2500                     | 13                   | 55         | 105        | 73         |
| 2010                                                                            | 111 000              | 126 000   | 88.1           | 36         | 10            | 26            | 3083                     | 15                   | 33         | 92         | 70         |
| 2014                                                                            | 120 000              | 147 940   | 81.1           | 45         | 17            | 28            | 2666                     | 11                   | 31         | 84         | 21         |
| 2017                                                                            | 130 417              | 154 000   | 84.7           | 41         | 15            | 26            | 3180                     | 12                   | 28         | 86         | 21         |
| 2020                                                                            | 136 200              | 163 115   | 83.5           | 49         | 21            | 28            | 2779                     | 18                   | 28         | 92         | 23         |
| 2022                                                                            | 140 033              | 167 715   | 83.5           | 46         | 18            | 28            | 3044                     | 20                   | 31         | 92         | 22         |
| Fuente: Catholic-Hierarchy, que a su vez toma los datos del Anuario Pontificio. |                      |           |                |            |               |               |                          |                      |            |            |            |

## Episcopologio
- Giacomo Costamagna, S.D.B. † (18 de marzo de 1895-1919 renunció)
- Domenico Comin, S.D.B. † (5 de marzo de 1920-17 de agosto de 1963 falleció)
- José Félix Pintado Blasco, S.D.B. † (17 de agosto de 1963 por sucesión- 24 de enero de 1981 retirado)
- Teodoro Luis Arroyo Robelly, S.D.B. † (24 de enero de 1981-1 de julio de 1993 renunció)
- Pietro Gabrielli, S.D.B. (1 de julio de 1993-15 de abril de 2008 retirado)
- Néstor Montesdeoca Becerra, S.D.B., desde el 15 de abril de 2008

## Galería de imágenes

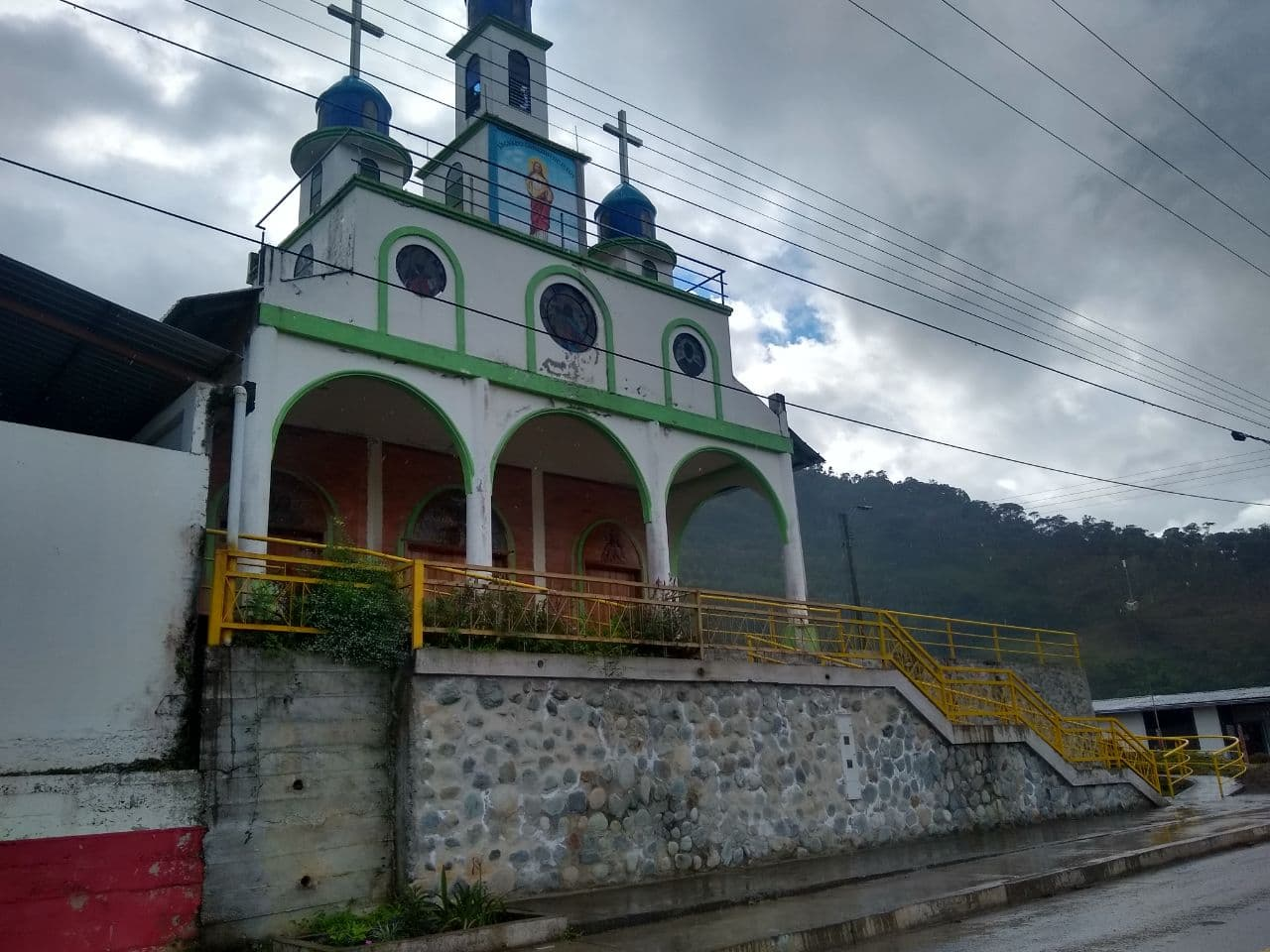
Iglesia en La Pradera, Gualaquiza
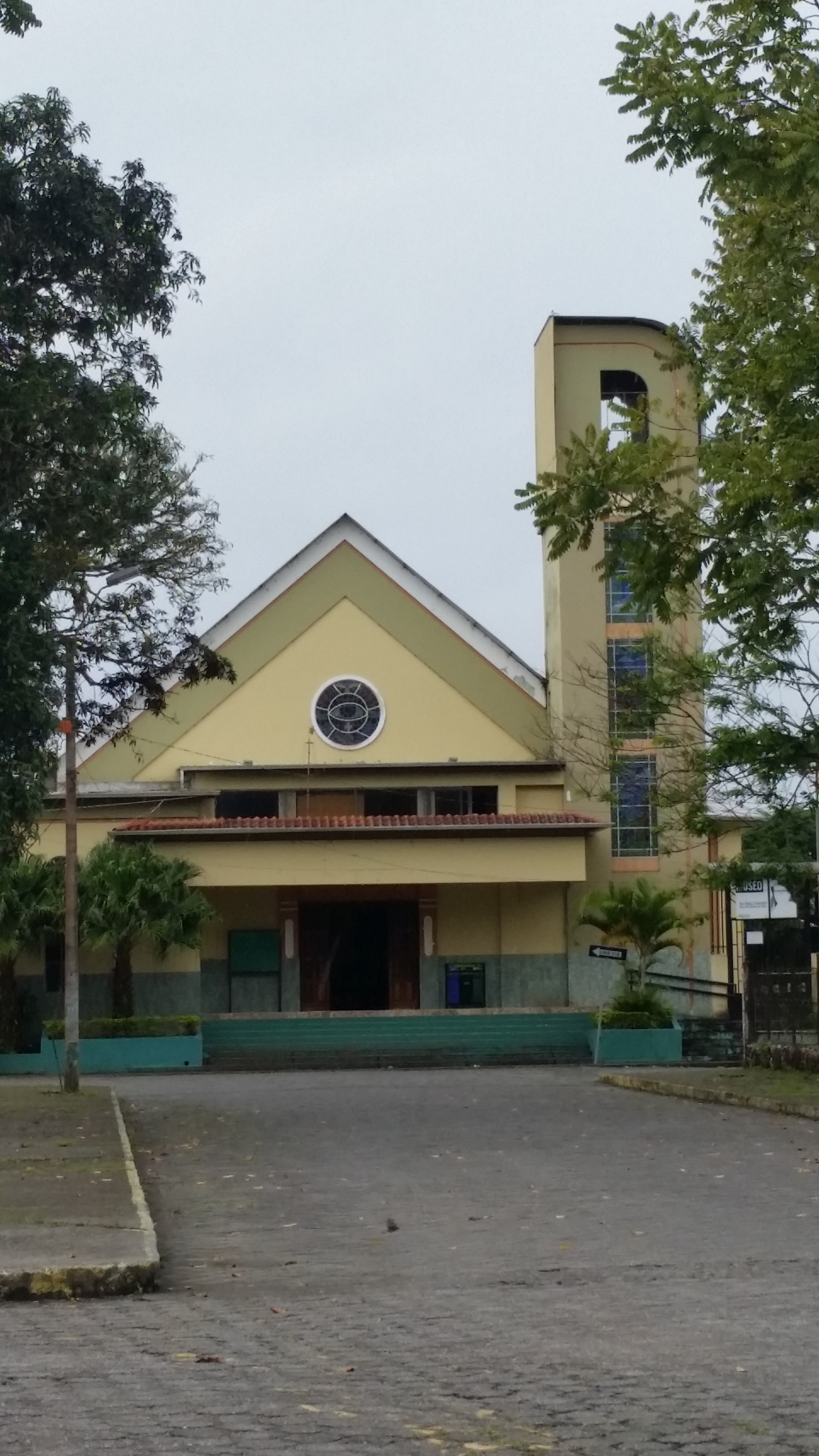
Iglesia María Auxiliadora, Sucúa
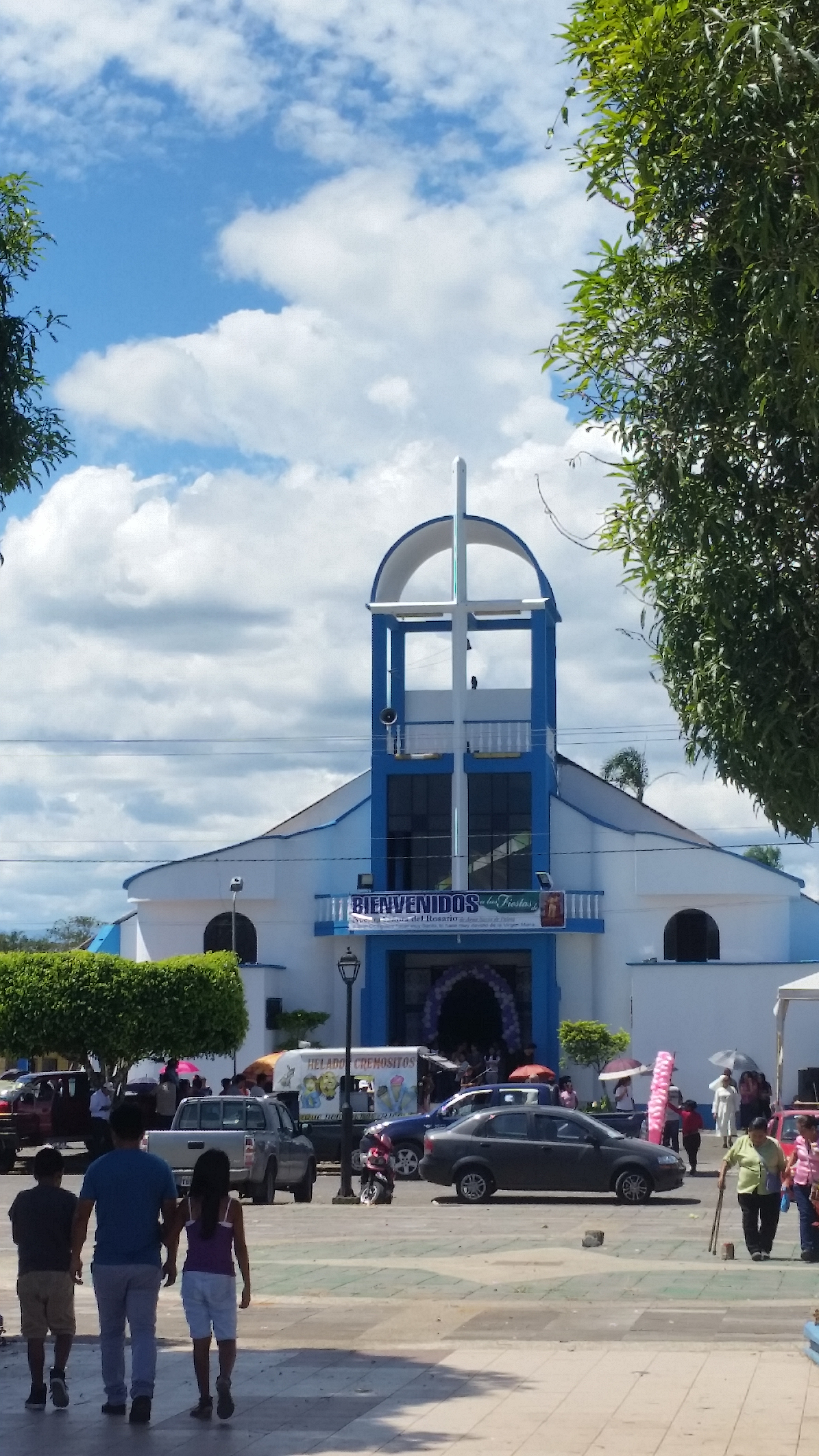
Iglesia Sagrada Familia, Palora
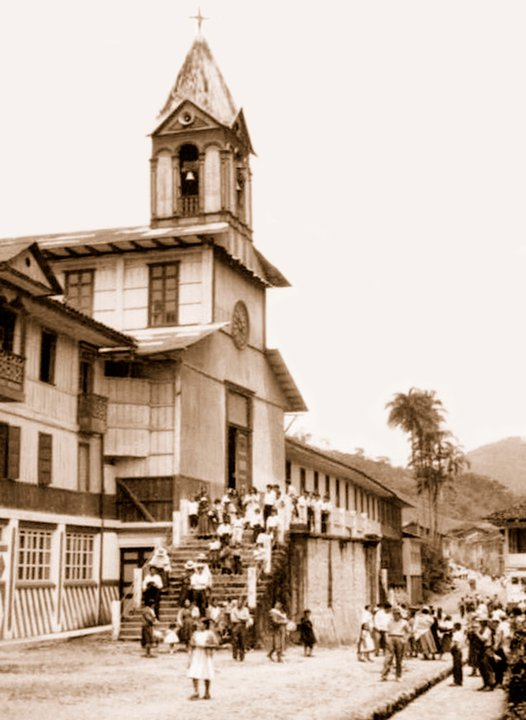
Iglesia de Limón Indanza en 1940